# Gran calma
Gran calma è il quinto e ultimo album in studio dei Pitura Freska, pubblicato nel 1997.

## Descrizione
La canzone più nota dell'album è Papa nero, presentata al Festival di Sanremo 1997 ed estratta come singolo.
Nel 2022 in occasione dei 25 anni dalla prima pubblicazione viene ristampato su  doppio vinile con l'aggiunta di quattro tracce live come bonus. Disco 1 colorato di giallo e disco 2 di viola in tiratura limitata di 1000 copie.

## Tracce
(CD Psyco Records, 74321 46186 2)
1. Ufo – 3:36
2. Papa nero – 3:52
3. Baby Fragola – 4:03
4. Pacco – 3:25
5. Ridicoli – 5:21
6. Cosa mai sarà – 5:18
7. Libera Sion – 3:53
8. Sogni – 4:05
9. Originale universale – 4:10
10. Vai vai – 4:20
11. Miga bae – 5:14

Durata totale: 47:17

## Tracce bonus edizione 2022
(2LP BMG, 538768771)
Disco 2, Lato B
1. Pacco (live)
2. Libera Sion (live)
3. Papa nero (live)
4. Baby fragola (live)

## Formazione
- Sir Oliver Skardy: voce
- Cristiano Verardo: chitarra
- Francesco Duse: chitarra
- Marco Forieri: sax
- Valerio Silvestri: tromba